# 三宅 (海防艦)
三宅（みやけ）は、大日本帝国海軍の海防艦。
御蔵型海防艦の2番艦。艦名は東京都の三宅島にちなむ。
1944年（昭和19年）8月下旬より第三十一戦隊に所属。
ヒ87船団として行動中の1945年（昭和20年）1月24日、米潜水艦に撃沈された駆逐艦時雨の生存者を救助した 。

## 艦歴

### 計画から竣工まで
マル急計画の海防艦甲、第310号艦型の13番艦、仮称艦名第322号艦として計画。1942年2月14日、海防艦乙の基本計画が決定し、本艦がその第1艦となる予定だったが、建造予定を繰り上げて仮称艦名第320号艦が海防艦乙の第1艦となった。
1943年（昭和18年）2月22日、日本鋼管鶴見造船所で起工。7月5日、海防艦3隻（三宅、満珠、干珠）は同時に命名される。三宅は御蔵型海防艦に、満珠と干珠は占守型海防艦に類別された。
8月30日、三宅は進水した。11月1日、鶴見造船所内に設置された三宅艤装員事務所は、事務を開始する。
11月30日、三宅は竣工した。艤装員事務所を撤去する。呉鎮守府籍。
海上護衛総司令部（司令長官及川古志郎海軍大将、11月15日新編） 隷下の第一海上護衛隊に編入される。

### 1943年
横須賀港で待機したあと、12月5日から7日にかけて、2705船団を護衛する。呉へ移動し、訓練を実施する。同年12月21日から、輸送船9隻よりなる第123船団（門司から高雄港）の護衛任務に従事した。12月27日、択捉型海防艦松輪に護衛されシンガポールにむかっていたヒ27船団のうち、タンカー「久栄丸」がアメリカ軍潜水艦（フライングフィッシュ）の雷撃で沈没する。三宅と占守型海防艦占守は対潜戦闘をおこない、29日（30日）に2隻とも高雄に入港した。

### 1944年前半
1944年（昭和19年）1月上旬、三宅と択捉型海防艦対馬は第232船団（高雄～門司）護衛任務に従事した。1月10日、任務を完了し、三宅と対馬は呉で修理をおこなった。
1月20日から、三宅と択捉型海防艦干珠はヒ37船団（門司発、マニラ経由、シンガポール行）の護衛任務に従事した。
当時、連合艦隊の第三艦隊（司令長官小沢治三郎海軍中将）所属の軽空母千歳（第三航空戦隊所属）と第16駆逐隊（天津風、雪風）は海上護衛総司令部麾下の第一海上護衛隊に臨時編入され、内地～シンガポール間の船団護衛任務に従事していた。
だがヒ31船団護衛中の1月16日、駆逐艦天津風はアメリカ潜水艦レッドフィンの雷撃で大破、航行不能となる。
1月20日、ヒ31船団部隊はシンガポールに到着した。
帰路、ヒ31船団はヒ32船団に改称し、1月25日にシンガポールを出発する。三宅はヒ37船団部隊からのぞかれ、同船団は干珠護衛下でシンガポールへむかう。マニラに残った三宅は27日0730に同地を出発、ヒ32船団部隊（千歳、雪風、タンカー船団）に加わった。
2月4日～5日にかけて、ヒ32船団部隊各艦は北九州や呉に戻った。
呉での補給、整備の後、三宅は門司へ移動した。2月16日、三宅はタンカー「黒潮丸」（東和汽船、10,518トン）、陸軍特殊船「玉津丸」（大阪商船、9,845トン）、特設運送船(給油船)「建川丸」（川崎汽船、10,090トン）等輸送船7隻で編成されたヒ45船団を、駆逐艦汐風と共に護衛して門司を出港した。
2月19日夕刻、高雄へ向け北上中のヒ40船団部隊（海防艦占守、貨客船浅間丸、タンカー5隻）がアメリカ潜水艦ジャック(USS Jack, SS-259)の攻撃を受けたとの連絡が入る。汐風は船団から分離し、ヒ40船団の護衛に向かう。21日、ヒ45船団は高雄に到着し、三宅は高雄港外で対潜警戒を行う。夜、三宅は左営に移動。22日、船団は水雷艇隼の護衛で高雄を出港。それからまもなく、同日に左営を出港した三宅が合流する。その後、タンカー黒潮丸が機関故障を起こし、高雄に向かった。23日、玉津丸が隼と共に船団部隊から分離し、マニラへと向かう。同日、ヒ40船団の護衛を終えた汐風がヒ45船団部隊に合流する。27日、ヒ45船団部隊はシンガポールに到着した。
3月4日から5日にかけて、三宅はシンガポールに接近中のヒ47船団部隊（海防艦択捉、壱岐護衛）を臨時に護衛した。同船団は潜水艦ブルーフィッシュに襲撃され、4日には大峯山丸が沈没していた。
3月11日、海防艦4隻（三宅、占守、壱岐、択捉）はヒ48船団を護衛してシンガポールを出発する。3月18日午前1時すぎ、アメリカ潜水艦（レイポン）の襲撃により北陸丸が被雷沈没、生存者を海防艦占守が収容した。ヒ48船団部隊は高雄に立ち寄ったあと、3月25日に門司へ帰投した。
3月30日付で、三宅（第一海上護衛隊） と満珠（第二海上護衛隊）は連合艦隊付属となった。
三宅は松輸送に投入される。駆逐艦卯月や夕凪などと共に、4月15日から木更津発サイパン島行き東松六号船団（指揮官は第七護衛船団司令官松山光治少将、旗艦「帆風」） の護衛に従事した。4月23日、東松六号船団部隊はサイパンに到着、揚陸作業をおこなった。4月27日、東松六号復航船団（三宅〈旗艦〉、天草、護衛艦艇5隻、加入船舶14隻）はサイパンを出発、5月4日東京湾に到着した。15日まで横須賀所在。17日より第3515船団部隊（旗艦「旗風」）の護衛任務に従事した。25日、サイパン島到着。
5月28日、海防艦三宅と干珠は、給油艦足摺と高崎を護衛してサイパンを出発する。
翌29日、悲惨な光景が航海中の船団の目の前に広がるようになる。17日、第3503船団から分離してパラオに向かう輸送船団がアメリカ潜水艦サンドランス(USS Sand Lance, SS-381)、タニー(USS Tunny, SS-282)の攻撃を受け、陸軍輸送船黄浦丸（東亜海運、4,291トン）、復興丸（太洋海運、3,834トン）、日和丸（日産汽船、4,955トン）の3隻が撃沈された。その際に発生した大量の漂流物と無数の陸軍兵士の死体が海上いっぱいに広がり、船団はこれら漂流物を回避して航海を続けた。
5月30日、4隻（三宅、干珠、足摺、高崎）はヤップ島に立ち寄り、6月1日に出発する。第一機動艦隊司令長官小沢治三郎（第三艦隊司令長官）は第二補給部隊（満珠、干珠、三宅、海防艦22号、タンカー3隻）に対し、レイテ島南スリガオ海峡での待機を命じた。
その後、油槽船団に駆逐艦水無月とタンカー興川丸が合流する。
6月5日朝、スールー海を航行中の油槽船団部隊（水無月、干珠、三宅、足摺、高崎、興川丸）を、アメリカ軍潜水艦パファーが襲撃する。
足摺と高崎は撃沈された。
沈没艦の生存者を救助した三宅と干珠は、タウイタウイ泊地へ移動した。
つづいて三宅と干珠はタラカン島へ移動し、9日にタンカー2隻（雄鳳丸、満栄丸）を護衛して出発する。カナンベナ経由で6月12日にバリクパパン着。到着直前の11日、第4駆逐隊と3隻（三宅、干珠、栄邦丸）は渾部隊（指揮官宇垣纏第一戦隊司令官）に編入された。
6月17日、あ号作戦にともない第一機動艦隊（司令長官小沢治三郎中将）の補給部隊 を護衛してバリクパパンを出発する。海戦敗北後の6月24日、ビサヤ諸島ギマラス着。雄鳳丸船団（雄鳳丸、万栄丸、栄邦丸） を護衛して6月26日にギマラスを離れる。
ミンダナオ島西端サンボアンガ、タウイタウイ、クサンガン島、ボルネオ島ペル岬経由で、7月5日バリクパパン着。同地には第十六戦隊（司令官左近允尚正少将）麾下の軽巡洋艦大井と駆逐艦敷波が停泊していたが、翌6日に出港してジャワ島スラバヤにむかった。
7月10日、三宅と干珠は給油艦鶴見ほかのタンカー船団を護衛して同地を出発する。
7月16日、サンボアンガに到着したが、翌日には対潜掃蕩に駆り出される。
7月18日、サンボアンガで船団が再編成された。三宅と干珠は雄鳳丸ほかを護衛し、マニラなどを経由して、8月4日六連島沖に到着した。

### 1944年後半
先のサイパン島地上戦で第二海上護衛隊司令部と第三水雷戦隊司令部（司令官中川浩少将）が全滅したため、日本海軍は第三水雷戦隊の残存艦艇をもとに1944年（昭和19年）8月20日付で第三十一戦隊（司令官江戸兵太郎少将）を編制した。第三十一戦隊は対潜掃蕩を主任務とし、連合艦隊に編入された。新編時の戦力は、軽巡洋艦「五十鈴」（旗艦）、第30駆逐隊（卯月、夕月、秋風、皐月、夕凪）、 第43駆逐隊（松、梅、竹、桃）、海防艦（干珠、満珠、笠戸、三宅、第22号）であった。第三十一戦隊は徐々に増強され、10月20日には同戦隊の海防艦4隻（三宅、笠戸、干珠、満珠）で第21海防隊が新編された。
9月上旬、三宅はヒ75船団部隊に加入した。海防艦3隻（干珠、満珠、三宅）は9月7日をもって第一海上護衛隊の指揮下に入る。
ヒ75船団部隊（指揮官は第八護衛船団司令官佐藤勉少将）は、軽空母神鷹（第九三一海軍航空隊の対潜哨戒機 14機を搭載）、第30駆逐隊（夕月、卯月）、海防艦（干珠、満珠、三宅）、水上機母艦秋津洲ほか船団10隻という編成だった。
9月8日、ヒ75船団部隊は門司を出航する。
13日午後2時、台湾高雄に入港。
翌14日午後4時、海防艦倉橋など新規加入船をくわえて高雄を出発する。
9月17日朝、4隻（西貢丸、秋津洲、夕月、卯月）はヒ75船団部隊から分離、マニラに向かった。9月22日、ヒ75船団部隊はシンガポールに到着した。
帰路のヒ76船団部隊には特設運送艦君川丸、海防艦倉橋と第28号、水雷艇鵯が加わった。
10月2日、ヒ76船団部隊（倉橋〈旗艦〉、神鷹、三宅、干珠、満珠、鵯、加入船舶10隻） はシンガポールを出発する。
10月6日、君川丸がアメリカ軍潜水艦（ベクーナ）に雷撃されて損傷、マニラに回航された。
ヒ76船団北上中の10月10日、アメリカ海軍機動部隊は沖縄諸島に対する大空襲を敢行する（十・十空襲）。ヒ76船団は海南島三亜に退避した。台湾沖航空戦がおわった10月16日、ヒ76船団部隊は海南島を出発したが、米機動部隊によるルソン島空襲をうけて、ふたたび海南島に引き返した。この時、連合艦隊は燃料補給部隊について各方面に内示をおこない（GF機密第161535番電）、三宅に対しては「四 日榮丸、良榮丸及三宅、倉橋、滿珠(何レモ十五日〇八〇〇楡林発馬公回航中)ヲ第一遊撃部隊ニ編入ス」と発令した。
10月16日、海防艦満珠と三宅は第一海上護衛隊の作戦指揮を解かれ、第一遊撃部隊（指揮官栗田健男海軍中将・第二艦隊司令長官）に編入された。10月18日午後、ヒ76船団は海南島を出発した。
同18日、大本営は捷一号作戦を発動した。第一遊撃部隊（通称「栗田部隊」または「栗田艦隊」）と第二遊撃部隊（指揮官志摩清英海軍中将・第五艦隊司令長官、通称「志摩艦隊」）に燃料を補給する必要が生じ、タンカーの手配をめぐって大本営陸海軍部は紛糾した。第二艦隊司令長官栗田健男中将はタンカーの確保に追われ、その一環として独断で日栄丸と良栄丸の海南島三亜待機を命じた。
最終的にヒ76船団からタンカー4隻（日栄丸、良栄丸、黒潮丸、東邦丸）をひきぬき、遊撃部隊の補給にあてることになった。ヒ76船団は、事実上空中分解した。三宅と満珠は良栄丸を護衛することになり、澎湖諸島馬公へ移動する。同20日0930、馬公に到着し、第二遊撃部隊への補給を実施した。
22日0700、栗田長官は補給部隊を編成し、海防艦3隻（倉橋、三宅、満珠）とタンカー2隻（日栄丸、良栄丸）により、第二補給部隊が編成された。
10月23日、馬公出航。対潜掃蕩を実施したのち、26日に台湾対岸の厦門市入港。
29日、白沙特務艦長加賀山外雄大佐指揮下、三宅と僚艦は特設測量艦（特設工作艦）白沙（ミ23船団として10月27日、馬公着） を護衛して馬公を出発する。当初はボルネオ島ブルネイへの進出を命じられていたが、その後シンガポールに行先変更となった。
11月14日、海防艦3隻（満珠、三宅、笠戸）は第一海上護衛隊の作戦指揮下にもどった。
11月17日、三宅は第五護衛船団司令官吉富説三少将（旗艦「香椎」）が率いるヒ80船団部隊に加入し、シンガポールを出発する。12月初旬、ヒ80船団部隊は北九州に到着した。
11月20日の時点で、第三十一戦隊は第五艦隊（司令長官志摩清英海軍中将、旗艦「足柄」、第二遊撃部隊指揮官）に編入され、多号作戦部隊に区分されていた。
12月5日、第五艦隊は南西方面艦隊に編入される。
12月13日から大牟田から高雄へのモタ28船団の護衛に従事。
航海中の12月15日、三宅と屋久は第21海防隊からのぞかれ連合艦隊付となった。
12月25日、第101戦隊司令官渋谷紫郎少将（旗艦「香椎」）が指揮するヒ85船団部隊（陸軍特殊船神州丸ほか）が台湾高雄市に到着した。
ここでシンガポール行のヒ85船団部隊本隊と、ルソン島行の陸軍船団に分離する。12月26日、海防艦（三宅、能美、他4隻）と陸軍特殊船4隻（神州丸、日向丸、吉備津丸、青葉山丸）はタマ38船団部隊として高雄を出発した。29日、ルソン島サンフェルナンド（北サンフェルナンド）着。12月30日、空襲により第20号海防艦や青葉山丸沈没等の損害が出るが、三宅に被害はなかった。

### 1945年
1945年（昭和20年）1月1日、マタ38A船団を編成していた海防艦干珠と生名が合流し、マタ40船団部隊（護衛隊〈三宅、干珠、能美、生名、第39号、第112号〉、陸軍特殊船〈神州丸、吉備津山丸、日向丸〉）は台湾高雄にむけサンフェルナンドを出発した。
高雄到着後まもなく、台湾は米軍機動部隊（第38任務部隊）艦上機に襲撃される。一連の攻撃で神州丸が沈没、吉備津山丸が大破、日向丸も小破、三宅も小破した。
1945年（昭和20年）1月8日深夜～9日早朝、台湾高雄市にヒ87船団部隊（部隊指揮官は第七護衛船団司令官駒沢克己少将・旗艦神威、駆逐艦時雨、磯風、旗風、海防艦御蔵や倉橋など、給油艦ほか8隻）が到着した。
だがすぐに米軍機動部隊（第38任務部隊）艦上機に襲撃される。神威等が損傷。洋上では海邦丸が撃沈され、海防艦屋代が損傷した。
三宅は、損傷艦や内地帰投艦を分離したヒ87船団部隊（旗艦は神威から干珠に変更）として、1月10日に高雄を出発、13日深夜（14日朝）に香港へ到着した。
ヒ87船団部隊は、香港でも米軍機動部隊艦上機の空襲を受けた。神威（1月16日空襲）他が大破もしくは沈没し、海防艦も能美や倉橋など複数隻が損傷、船団は大打撃をうけた。
1月17日夜、ヒ87A船団（干珠〈船団旗艦〉、三宅、時雨、第13号海防艦、タンカーさらわく丸）は香港を出発し、シンガポールを目指した。
1月24日、ヒ87A船団部隊をアメリカ軍潜水艦ベスゴとブラックフィンが襲撃する。僚艦時雨は午前7時頃にブラックフィンと交戦し、撃沈された。
午前8時20分頃、干珠護衛下のサラワク丸（三菱汽船、5,135トン）は別の潜水艦（ベスゴ）から雷撃されるが、沈まなかった。三宅と第13号海防艦は対潜掃蕩を実施する。三宅は時雨生存者を収容した。日没後、13号と三宅は先行艦（干珠、さらわく丸）を追及する 。26日、ヒ87A船団はシンガポールに到着した。
1月31日、ヒ88C船団 の護衛としてシンガポール発。途中爆撃により戦死者を出すが、2月21日に舟山列島着。同地で船団は二分され、上海経由で3月2日博多湾着。
3月19日、呉軍港空襲があり対空戦闘を実施した。4月中旬、第一海防隊司令池田映大佐が指揮する海防艦4隻（能美、第31号海防艦、三宅、第213号海防艦〈途中で第39号海防艦 に交代〉）でモシ02船団（貨物船寿山丸、大連汽船3,943トン）を護衛する。
4月11日午前6時に門司を出発したモシ02船団は、4月13日午後2時に済州島北西部の飛揚島に入泊した。14日未明、泊地停泊中のモシ02船団を、アメリカ軍潜水艦ティランテ(USS Tirante, SS-420)が襲撃する。寿山丸、御蔵型海防艦能美（第一海防隊司令戦死）、第31号海防艦は撃沈された。4月18日、三宅は門司に帰投した。4月22日、「吉林丸」を護衛して門司出港。しかし「吉林丸」は触雷航行不能となり、「三宅」は済州島・対馬間の哨戒任務に従事。
5月8日、青島へ向かう。5月17日に石島へ移動し、19日に「大星丸」船団の護衛として石島発。21日大東湾着。5月22日、大東湾発。「興洋丸」を護衛して24日に石島着。同日、陸上での戦闘を砲撃で援護。5月25日、石島発。「辰宮丸」、「興津丸」を護衛して26日大東湾着。6月、佐世保港に入港。8月1日に佐世保を出港し、呼子漁港へ移動。8月7日朝鮮元山港着。10日元山出港、迎日湾へ移動。同地で終戦。8月21日、北九州門司付近で触雷し、損傷した。26日、呉鎮守府第一予備海防艦に定められる。9月15日、呉鎮守府部隊に編入。11月30日、海軍省の廃止に伴い、帝国海防艦籍から除かれた。

### 戦後 復員輸送
1945年12月1日、第二復員省の開庁により、呉地方復員局所管の特別輸送艦に定められ、復員輸送に従事した。1946年（昭和21年）9月5日、特別保管艦に指定される。1947年（昭和22年）1月7日、佐世保地方復員局所管に改められた。
4月10日、特別輸送艦の定めを解かれ、1948年（昭和23年）5月から7月にかけて、佐世保重工で解体された。三宅の艦名は海上自衛隊の掃海艇「みやけ」に引き継がれた。

## 艦長
艤装員長
1. 太田直次 少佐：1943年10月15日[208] - 1943年11月30日

海防艦長/艦長
1. 太田直次 少佐：海防艦長 1943年11月30日[209] - 1945年3月25日
2. 野間龍雄 少佐/第二復員官：1945年3月25日[210] - 艦長 1945年12月1日 - 1945年12月22日
3. （兼）平山敏夫 第二復員官：1945年12月22日[211] - 1946年1月22日[212]（呉地方復員局艦船運航部部員を兼任）、以後2月17日まで艦長の発令無し。
4. 南部伸淸 第二復員官：1946年2月17日[213] - 1946年3月7日
5. 山上亀三雄 第二復員官/第二復員事務官：1946年3月7日[214] - 退任年月日不明[注 29]
6. 田中常治 第二復員事務官/復員事務官：着任年月日不明[注 30] - 1946年10月15日[215]
7. （兼）（臨時）平山敏夫 復員事務官：1946年10月15日 - 1946年11月30日[216]（呉地方復員局艦船運航部部員を兼任）

### 注
1. ↑  これは第310号艦型の価格であり、基本計画番号E20としての価格ではない。
2. ↑  この数字は法令上の定員数であり、特修兵、その他臨時増置された人員を含まない。
3. ↑  マル急計画の当初計画での番数。
4. ↑  日本海軍の法令上、満珠と干珠は占守型海防艦に類別されている[3]。一般的には、満珠は択捉型海防艦の12番艦[10]、干珠は択捉型海防艦の13番艦[11]とされている。
5. ↑  1月11日門司出発時のヒ31船団部隊は[29]、千歳、天津風、雪風、御宝山丸、厳島丸、北陸丸、建川丸。
6. ↑  第16駆逐隊司令古川文次大佐は戦死[32]。船体を切断され航行不能になった天津風は一週間ほど漂流したあと[31]、駆逐艦朝顔に曳航され、1月30日サイゴンに到着した[33]。
7. ↑  ヒ31船団部隊（昭和19年1月11日、門司発[29]。シンガポール到着時の編成）[34]、タンカー御室山丸、建川丸、北陸丸、厳島丸、千歳、雪風。
8. ↑  1月25日シンガポール出発時のヒ32船団部隊は[25][35]、千歳、雪風、御宝山丸、厳島丸、建川丸、黒潮丸、衣笠丸、玄洋丸。
9. ↑  足摺と高崎はバリクパパン～フィリピン方面の補給作戦に従事していたが[61][62]、今回はサイパン方面の輸送任務を実施した[63][64]。
10. ↑  小沢機動部隊の第三補給部隊（洲崎、興川丸、水無月、谷風）は、5月25日にパラオ諸島到着、谷風はタウイタウイへ帰投[71]。6月1日、水無月と興川丸はパラオを出発した[72]。
11. ↑  5月26日第一機動艦隊参謀長発電　聯合艦隊参謀長宛　現在「パラオ」ニハ第三補給部隊(洲崎、興川丸)ヲ進出セシメアリ 同隊ハ牽制部隊補給後燃料ヲ揚陸シ(但シ航空燃料ハ随時)「バリックパパン」ニ回航 再搭載セシメラルル予定ナル所右行動ノ関係上牽制部隊進出時機ニ関シ貴司令部ノ意嚮承知致度／27日聯合艦隊参謀長変電　貴機密第二六二一三五番電返　第一航空艦隊飛行機隊展開完了時期後 挺身偵察隊ノ敵情偵察ノ結果ヲ得テ牽制部隊進出ヲ決定致度処 目下「ビアク」方面ノ情況ニ鑑ミ進出困難トナル虞アルニ付洲崎、興川丸ノ燃料ハ一先ヅ陸揚シ「バリックパパン」ニ回航 再搭載ノコトニ取計ハレ度[69]
12. ↑  ○「三宅」(五-一〇五〇)「高崎」「足摺」、潜水艦ノ雷撃ヲ受ク。沈没ノオソレアリ、6°-33′N 120°-55′E。「足」1145沈、「高」1305沈。[76]
13. ↑  水無月と興川丸はタウイタウイ泊地へ先行し、6月6日に秋月型駆逐艦若月（第61駆逐隊）を加えて同地発[77]。同日深夜[78]、水無月は対潜掃蕩中にアメリカ潜水艦ハーダーの雷撃で撃沈された[79][6]。翌7日、水無月の捜索にむかった駆逐艦早波（第32駆逐隊）も[80]、ハーダーによって撃沈された[6][81]。6月8日、興川丸と若月はバリクパパンに到着した[77]。
14. ↑  昭和19年6月の大井は、乗組員に赤痢が蔓延したため行動不能だった[91]。7月6日より、大井と敷波は南西方面艦隊司令部のマニラ移転任務に従事した[92]。任務終了後の7月19日、大井はマニラ出航直後にアメリカ軍潜水艦フラッシャーによって撃沈された[93]。
15. ↑  同18日、鶴見はサンボアンガからダバオへ出発したが[96]、8月5日にアメリカ軍潜水艦セロの雷撃で撃沈された[97]。
16. ↑  第三水雷戦隊旗艦の軽巡洋艦夕張は潜水艦ブルーギルの雷撃で4月28日に沈没[98]、三水戦司令部は駆逐艦夕月によりサイパン島へ上陸し陸上に司令部を置いていた[99]。
17. ↑  松は1944年8月4日のスカベンジャー作戦で戦没しており[101]、書類上のみの所属となっている[102]。
18. ↑  この頃の水上機母艦秋津洲は工作艦として使用され、第一遊撃部隊（指揮官栗田健男第二艦隊司令長官）としてリンガ泊地進出を下令されていた[113]。
19. ↑  ヒ75船団編成[114]。護衛隊（干珠、満珠、三宅、夕月、卯月、神鷹）、タンカー（雄鳳丸、あまつ丸、新東邦丸、せりあ丸、良栄丸、万栄丸、日栄丸）、浅間丸（9月12日、分離して台湾基隆へむかう）[115]、西貢丸、秋津洲。
20. ↑  9月18日、マニラ到着直前にアメリカ潜水艦フラッシャーの雷撃で西貢丸は轟沈した[121]。秋津洲はマニラに到着したが、9月24日に退避先のコロン湾で空襲をうけて撃沈された[122]。
21. ↑  君川丸は応急修理のあと、10月20日マニラ発のマタ30船団に加入したが[128]、10月23日にアメリカ軍潜水艦（ソーフィッシュ）により撃沈された[129]。
22. ↑  第二遊撃部隊（旗艦「那智」）は、第二十一戦隊（那智、足柄）、第一水雷戦隊（司令官木村昌福少将・旗艦阿武隈、第7駆逐隊〈曙、潮〉、第18駆逐隊〈不知火、霞〉、第21駆逐隊〈若葉、初春、初霜〉）で編成され、第21駆逐隊は別行動、第十六戦隊（青葉、鬼怒、浦波）が捷一号作戦発動に際して編入されていた[143]。
23. ↑  ヒ80船団部隊の編成[149]。護衛隊（香椎、鵜来、笠戸、能美、満珠、三宅、海17、海23、海51、新井崎）[150]、船舶（天栄丸、松島丸、良栄丸、黒潮丸、日南丸、海邦丸、宗像丸、有馬山丸）[151]。海防艦十七号[152] および3隻（新井崎、良栄丸、有馬山丸）は途中分離[153][154]。
24. ↑  神州丸は空襲により大破、放棄されたあと漂流中にアメリカ潜水艦アスプロの雷撃で沈没した[167]。
25. ↑  ヒ87船団には空母龍鳳（特攻兵器桜花輸送任務）と護衛の磯風および浜風が加わっていたが、龍鳳は7日に分離して台湾北部基隆市へ移動した[173]。また浜風とタンカー海邦丸が衝突、浜風は澎湖諸島馬公市へ退避[174]。海邦丸は応急修理のあと海防艦2隻に護衛されヒ87船団本隊を追いかけていた。
26. ↑  台湾高雄港に在泊していた駆逐艦旗風も撃沈された[171]。
27. ↑  第13号海防艦はヒ87船団を護衛して高雄入港後、空襲で小破し応急修理[185]、1月13日昼頃より香港に停泊していた[186]。
28. ↑  第二水雷戦隊（司令官古村啓蔵少将）第21駆逐隊所属の時雨はシンガポールで二水戦本隊と合流予定であった[190]。
29. ↑  2021年現在公開中の第二復員省辞令公報および復員庁第二復員局辞令公報では、山上第二復員事務官の退任発令は確認できない。
30. ↑  2021年現在公開中の第二復員省辞令公報および復員庁第二復員局辞令公報では、田中第二復員事務官の着任発令は確認できない。